# Bărăgan

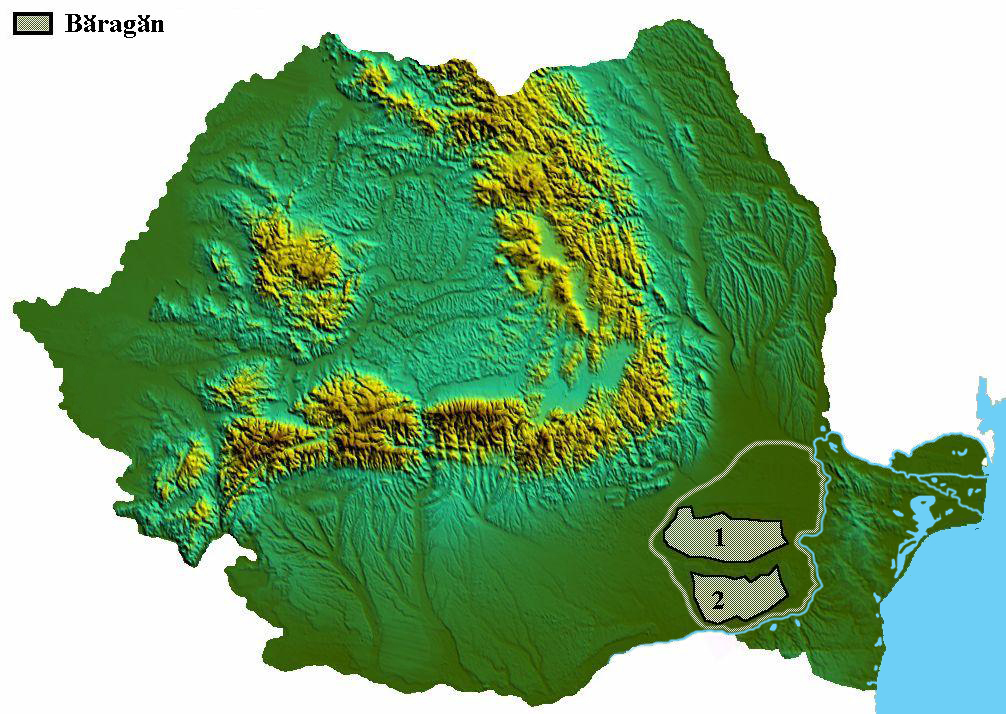
Der Bărăgan in Rumänien mit den zwei Untereinheiten
(1) Bărăganul Călmățuiului
(2) Bărăganul Ialomiței

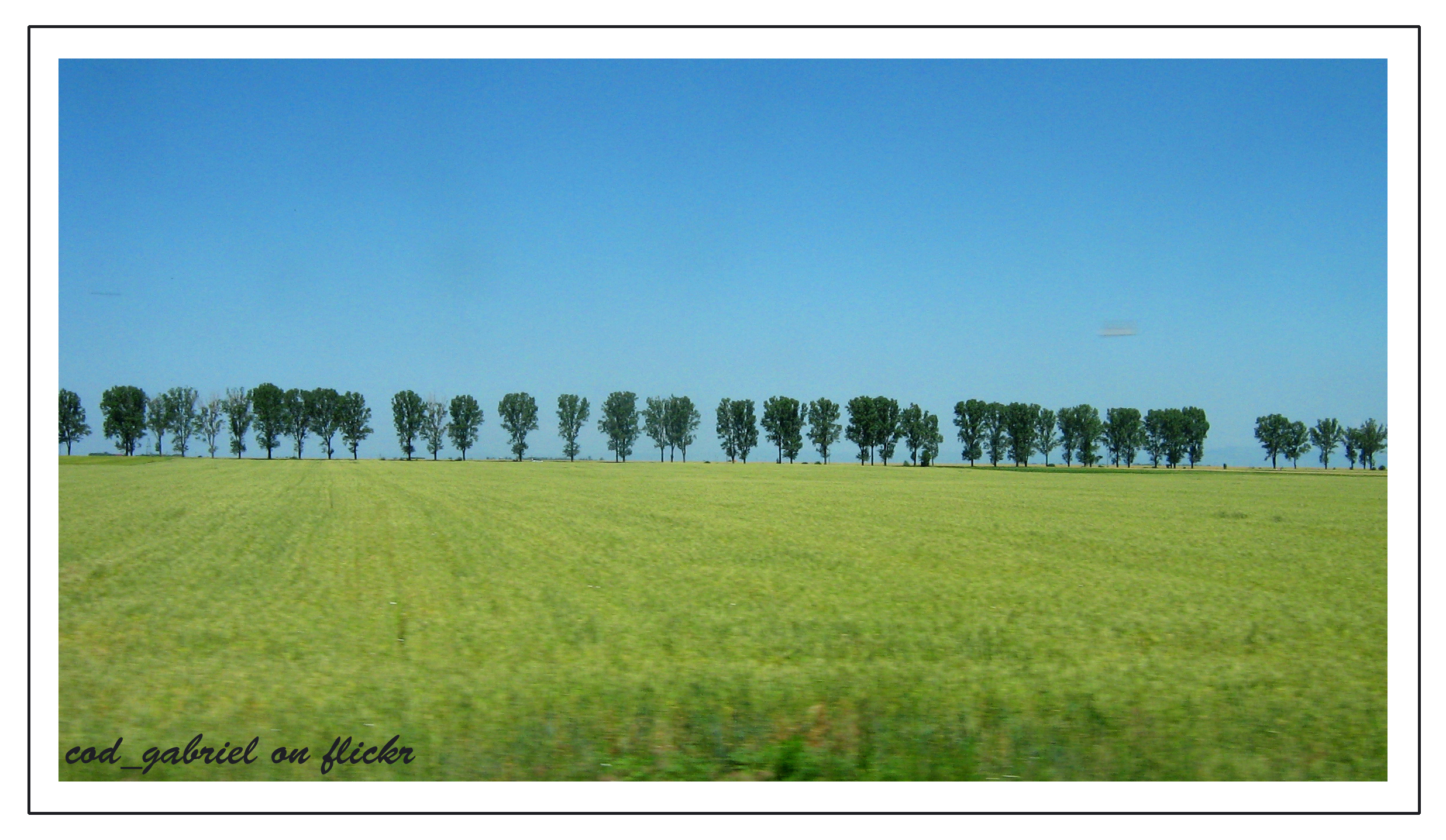
Impression aus dem Bărăgan

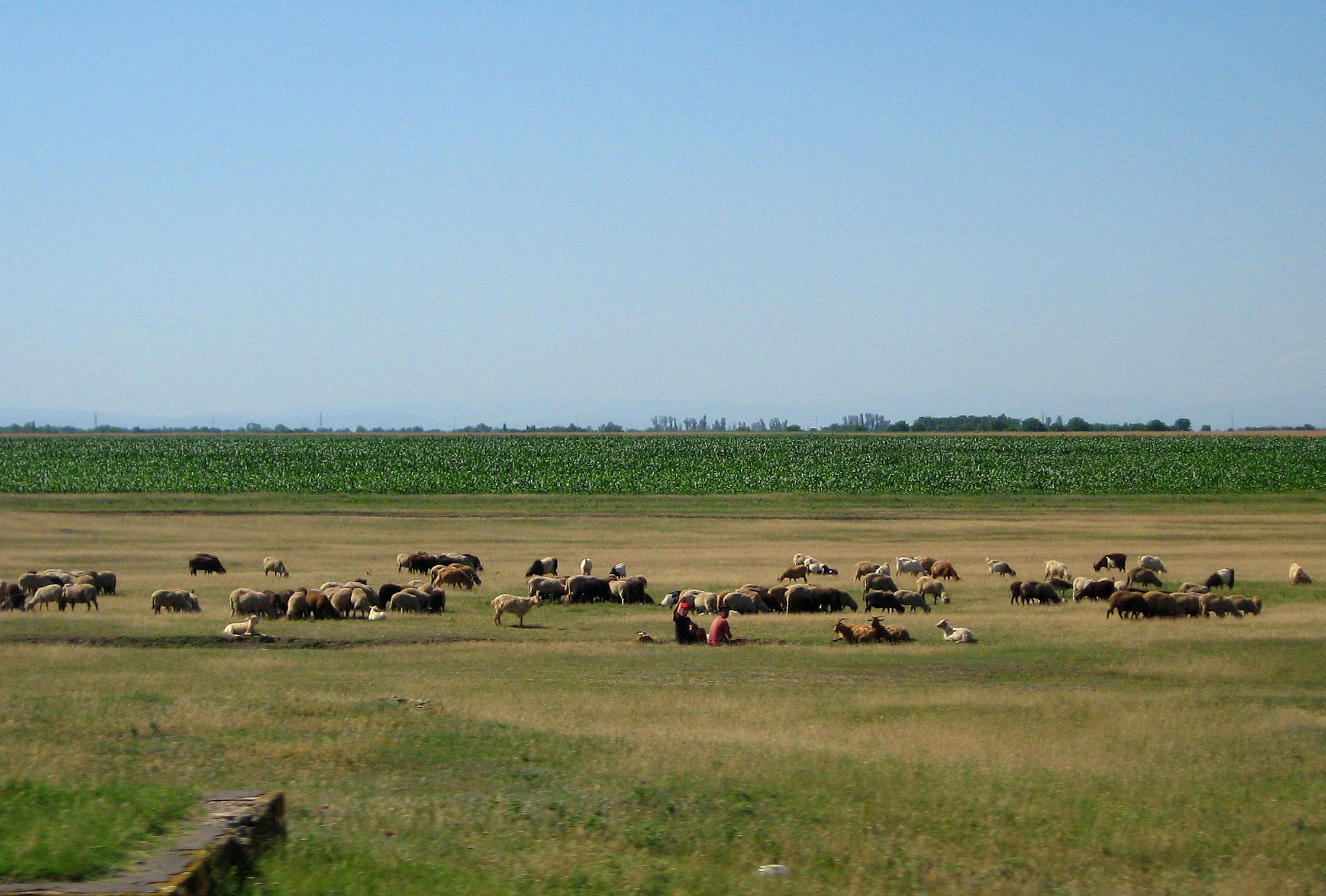
Grasende Schafe im Bărăgan

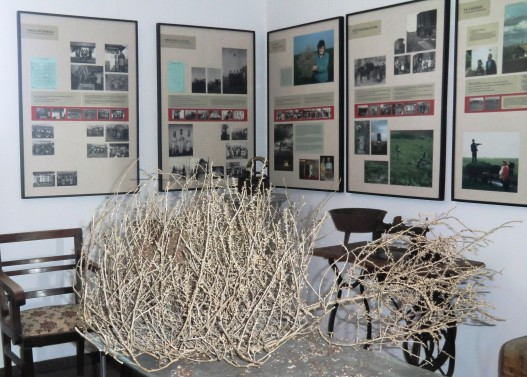
Original Distel aus dem Bărăgan in der Ausstellung der Adam-Müller-Guttenbrunn-Stiftung in Timișoara

Der Bărăgan ist eine Tiefebene im südöstlichen Teil Rumäniens (ein Abschnitt der Walachischen Tiefebene) und umfasst die Kreise Călărași, Ialomița und teilweise Brăila.

## Etymologie
Das Wort Bărăgan findet sich in den Sprachen einiger der wichtigsten Migrationsvölker, die südlich der Donau zogen, darunter im  Kumanischen und Tatarischen.
Nach aktueller Forschungslage wird ein petschenegisch-kumanischer Ursprung mit der Bedeutung „Wirbelsturm, Sturm, Orkan“ angenommen.

## Geographie
Der Bărăgan wird durch den Fluss Ialomița in Bărăganul Călmățuiului im Norden und den Bărăganul Ialomiței im Süden unterteilt. Er wird die „Kornkammer Rumäniens“ genannt, da er wegen der fruchtbaren Schwarzerdeböden (die meist auf Löss liegen) ein großes Getreideanbaugebiet ist. Auf diesen ausgedehnten Flächen werden vor allem Weizen, Sonnenblumen und Mais angebaut. Die Steppenlandschaft ist dünn besiedelt.
Sie liegt in der Gemäßigten Zone mit kontinentalem Klima. Die Sommer sind heiß und trocken, die Winter frostig. Im Winter ist der Crivăț berüchtigt; ein kalter kontinentaler Wind aus nordöstlicher Richtung mit Ursprung im südlichen Uralgebirge, der Dauerfrost und Schneestürme mit sich bringt. Im Bărăgan findet unter anderem die unter Naturschutz stehende Trappe, dort auch der Erzbischof der Steppe (rumänisch Mitropolitul Bărăganului ) genannt, einen Lebensraum.
Der rumänische Schriftsteller Panait Istrati beschreibt in seinem Roman „Die Disteln des Bărăgan“ die unwirtliche Steppenlandschaft des Bărăgan:

„Kein Baum wächst auf seinem Rücken. Und von einem Brunnen zum anderen ist es so weit, daß man leicht halben Wegs verdursten kann. Der Bewohner des Bărăgan hofft immer, es würde einmal jemand kommen, der ihn lehrte, wie es sich auf seinem Bărăgan besser leben ließe, auf dieser ungeheuren Weite, die nur in ihrem allertiefsten Schoße Wasser birgt und auf der nichts wächst außer Disteln. In weniger als einer Woche bedecken sie das ganze Land. Das ist alles, was der Bărăgan auf seinem Rücken duldet, außer den Schafen, die lüstern nach Disteln sind und sie gierig abweiden. Kommt der Winter, überlässt der Hirte diese gottverlassene Gegend Gott und kehrt heim. Der Bărăgan zieht aber seinen weißen Pelz über und legt sich für sechs Monate schlafen. Nichts lebt da mehr. Das ist der Bărăgan.“

## Urbane Zentren
Die wichtigsten Städte in der Bărăgansteppe sind:
- Brăila im Kreis Brăila – 212.501 Einwohner (2009)
- Călărași im Kreis Călărași – 73.823 Einwohner (2007)
- Slobozia im Kreis Ialomița – 52.313 Einwohner (2007)
- Fetești im Kreis Ialomița – 34.311 Einwohner (2009)

Die Städte Buzău, Urziceni und Oltenița grenzen an die Steppe, gehören aber nicht zu ihrem Kernland.

## Geschichte
Der waldarme Bărăgan war zu Zeiten der Völkerwanderung eine wichtige Migrationsroute durch das heutige südöstliche Rumänien.
Das Gebiet wurde von Hirten  aus den Karpaten und dem nordwestlich davon gelegenen Transsilvanien zur Wanderviehwirtschaft genutzt, bei der das Vieh nicht, oder nur saisonweise eingestallt ist. In der zweiten Hälfte des 19. Jahrhunderts wurden Anstrengungen unternommen, große Teile der Steppe urbar zu machen.
Im Juni 1951 wurden im Zuge des Zerwürfnisses zwischen Josef Stalin und Josip Broz Tito 12.791 Familien aus dem Banat, dem Grenzgebiet zwischen Rumänien und Jugoslawien, in die Bărăgan-Steppe zwangsumgesiedelt. Unter den 40.320 deportierten Personen waren 9.410 Deutsche, 30.000 Rumänen, Serben, Bulgaren und Ungarn. Die meisten betroffenen Banater Schwaben aus dem rumänischen Teil des Banats verloren ihr Eigentum, konnten jedoch nach einigen Jahren in ihre Heimat zurückkehren.
Siehe auch: Deportation in die Bărăgan-Steppe

### Sachbücher
- Bernhard Hänsel: Die Steppe und das Karpatenbecken im Spannungsfeld zwischen nomadischen und seßhaften Lebensformen. In: Das Karpatenbecken und die osteuropäische Steppe. Prähistorische Archäologie in Südosteuropa 12, 1998, S. 7–18.
- Bernhard Hänsel: Die Steppe und der südosteuropäische Subkontinent. Nomadeneinfälle und Transhumanz. In: Alexandru Avram, Mircea Babeş (Hrsg.): Civilisation grecque et cultures antiques périphériques : hommage à Petre Alexandrescu à son 70e anniversaire. Editura Enciclopedică, Bukarest, 2000, ISBN 978-973-45-0338-4, S. 31–43.
- Wilhelm Weber: Und über uns der blaue endlose Himmel. Deportation in die Baragansteppe. Landsmannschaft der Banater Schwaben, München, 1998, ISBN 3-00-002932-X.

### Belletristik
- Panait Istrati: Die Disteln des Bărăgan. (=Werkausgabe; 9). Aus dem Französischen von Erna Redtenbacher. Büchergilde Gutenberg, Frankfurt am Main, 1988, ISBN 978-3-7632-3149-2.[4]
  - Ciulinii Bărăganului: povestiri. Ed. Minerva, Bukarest, 1974.
  - Les chardons du Baragan. Paris, Grasset, 1928.